# الزراحي (حبيش)

تعديل مصدري - تعديل

الزراحي هي إحدى قرى عزلة الذارحي بمديرية حبيش التابعة لمحافظة إب، بلغ تعداد سكانها 429 نسمة حسب تعداد اليمن لعام 2004.